# Iglesia Metodista Unida de Latham
La Iglesia Metodista Unida de Latham es un edificio histórico de la Iglesia metodista unida (UMC), ubicado en el lado este de la autopista 59 en Latham, Alabama. Fue construido en 1906 en estilo Gótico tardío y agregado al Registro Nacional de Lugares Históricos en 1988.